# 松本周也
松本 周也（まつもと しゅうや、2000年5月10日 - ）は、日本の競泳（個人メドレー）選手。

## 略歴
静岡県下田市出身。2016年4月、静岡県立伊東高等学校に進学。高校3年時にインターハイにて200ｍ、400ｍ個人メドレーで優勝。2019年4月、中京大学に進学。2023年4月、ひまわりネットワーク株式会社所属。

## 主な戦績
2018年度（高3）
- 第86回日本高等学校選手権水泳競技大会（愛知） - 200m個人メドレー優勝[2][3]・400m個人メドレー優勝[2][4]

2019年度（大1）
- ジャパンオープン (50m)2019（50ｍ） - 400m個人メドレー5位
- 第95回日本学生選手権水泳競技大会 - 200m個人メドレー4位・400ｍ個人メドレー4位
- 第74回国民体育大会（茨城） - 200ｍ個人メドレー5位

2020年度（大2）
- 第96回日本学生選手権水泳競技大会 - 200m個人メドレー優勝
- 第96回日本選手権水泳競技大会 - 200m個人メドレー3位・400ｍ個人メドレー5位
- ジャパンオープン2020（50ｍ） - 200m個人メドレー3位
- 第47回JSCA新年フェスティバル水泳競技大会（三重）に出場し、4×50mフリーリレーの短水路日本学生新記録を樹立

2021年度（大3）
- 第97回日本選手権水泳競技大会 - 200ｍ個人メドレー3位
- 第97回日本学生選手権水泳競技大会 - 200m個人メドレー3位
- 国際大会日本代表選手選考会 - 200m個人メドレー7位

2022年度（大4）
- 第22回津田チャンピオンズカップ(25m)に出場し、4×50mメドレーリレーの短水路日本学生新記録を樹立
- 第98回日本選手権水泳競技大会 - 200ｍ個人メドレー4位
- 第98回日本学生選手権水泳競技大会 - 50m自由形優勝[5][6]・200m個人メドレー2位
- 第77回国民体育大会（栃木） - 50m自由形4位・200ｍ個人メドレー5位
- 第64回日本選手権(25m)水泳競技大会 - 100ｍ個人メドレー優勝[7]
- ジャパンオープン2022（50ｍ） - 100m背泳ぎ2位・200m個人メドレー4位
- 世界短水路選手権2022（オーストラリア・メルボルン）[8] - 100m個人メドレー準決勝進出9位・4×200mフリーリレー決勝進出5位 短水路日本新記録樹立

2025年度
- 2025年5月27日に静岡県で行われた大会で21.64の日本新記録を樹立した[9]。それはアジア新記録にも登録された。

## 自己ベスト
長水路
- 50m自由形：21秒64（2025年7月27日）日本新記録
- 100m自由形：48秒44（2025年7月27日）
- 200m自由形：1分49秒40（2022年8月31日）
- 50m背泳ぎ：25秒66（2023年4月9日）
- 100m背泳ぎ：54秒87（2022年12月2日）
- 200m背泳ぎ：2分0秒36（2022年8月21日）
- 50m平泳ぎ：28秒71（2023年8月20日）
- 100m平泳ぎ：1分3秒30（2022年3月13日）
- 200m平泳ぎ：2分16秒21（2022年8月21日）
- 50mバタフライ：23秒93（2022年10月2日）
- 100mバタフライ：52秒41（2025年5月17日）
- 200mバタフライ：1分58秒40（2019年7月13日）
- 200m個人メドレー：1分58秒27（2025年7月5日）
- 400m個人メドレー：4分15秒73（2018年8月20日）

短水路
- 50m自由形：21秒20（2023年7月1日）
- 100m自由形：47秒85（2022年4月17日）
- 200m自由形：1分45秒68（2024年1月6日）
- 400m自由形：3分53秒47（2021年12月29日）
- 50m背泳ぎ：25秒58（2019年11月10日）
- 100m背泳ぎ：51秒94（2022年1月16日）
- 200m背泳ぎ：1分56秒96（2021年11月20日）
- 50m平泳ぎ：27秒51（2022年11月26日）
- 100m平泳ぎ：58秒80（2022年10月29日）
- 200m平泳ぎ：2分08秒02（2025年4月12日）
- 100mバタフライ：51秒30（2022年10月23日）
- 200mバタフライ：1分56秒48（2022年4月17日）
- 100m個人メドレー：51秒99（2022年12月18日）
- 200m個人メドレー：1分53秒62（2023年1月7日）
- 400m個人メドレー：4分07秒27（2024年12月15日）